# Bodeun
De bodeun is een bloedworst met rode bieten die tot de grote klassiekers van de Valle d'Aosta-gastronomie behoort. Als zodanig is het beschermd als een traditioneel Italiaans voedingsproduct. Het wordt nog steeds gemaakt volgens de oude recepten die van generatie op generatie worden doorgegeven.

## Andere namen
Bodén, boudén, boudeun, boudìn, salàm di trefolle, salàm di troufolle, sam dé tréfue, sandjet, santchet, santset, soouseusse dou san, souseuhe

## Geschiedenis
Door de aanwezigheid van aardappelen werd het een van de essentiële voedingsmiddelen van de bergbevolking.Lange tijd werd het beschouwd als armeluisvoedsel en had het de reputatie slecht te zijn, maar tegenwoordig is het een typisch en emblematisch gerecht.

## Ingrediënten
Deze worst wordt gemaakt van een mengsel van varkens- of runderbloed, gekookte aardappelen, rode bieten, spek, specerijen (kaneel, nootmuskaat), aromatische kruiden (salie, rozemarijn, jeneverbessen), rode wijn, knoflook, zout en peper.

## Recept
De aardappelen worden gekookt, met de hand geschild en afgekoeld tot kamertemperatuur, terwijl het spek in blokjes wordt gesneden, evenals de rode bieten (een uitstekend natuurlijk bewaarmiddel dat voor de rode kleur zorgt). Nadat de worsten in dunne natuurlijke darmen zijn gestopt die met de hand zijn dichtgebonden, worden ze te drogen gehangen, gewoonlijk een week tot een maand, maar dit kan ook een kwartaal of twee duren

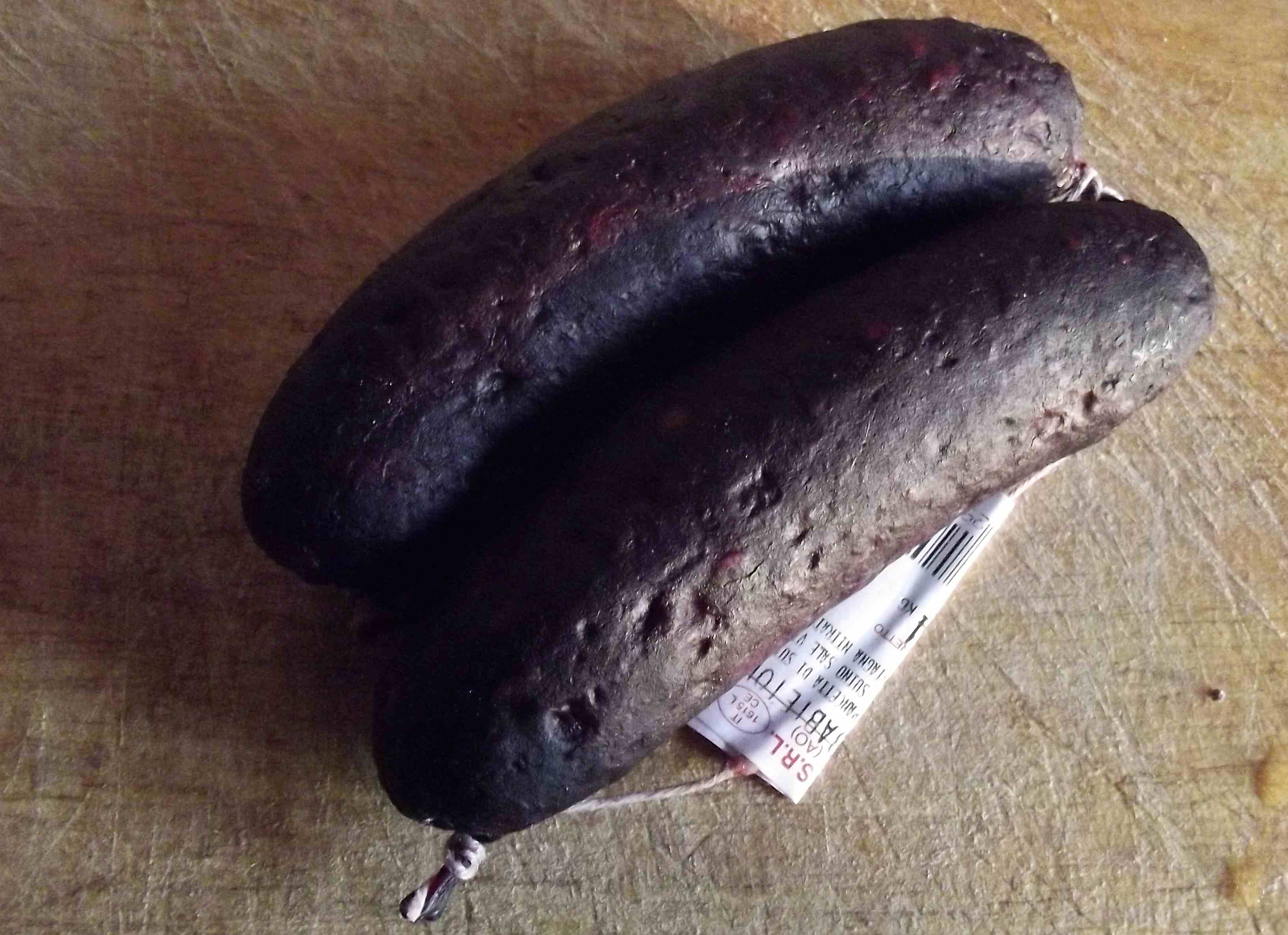
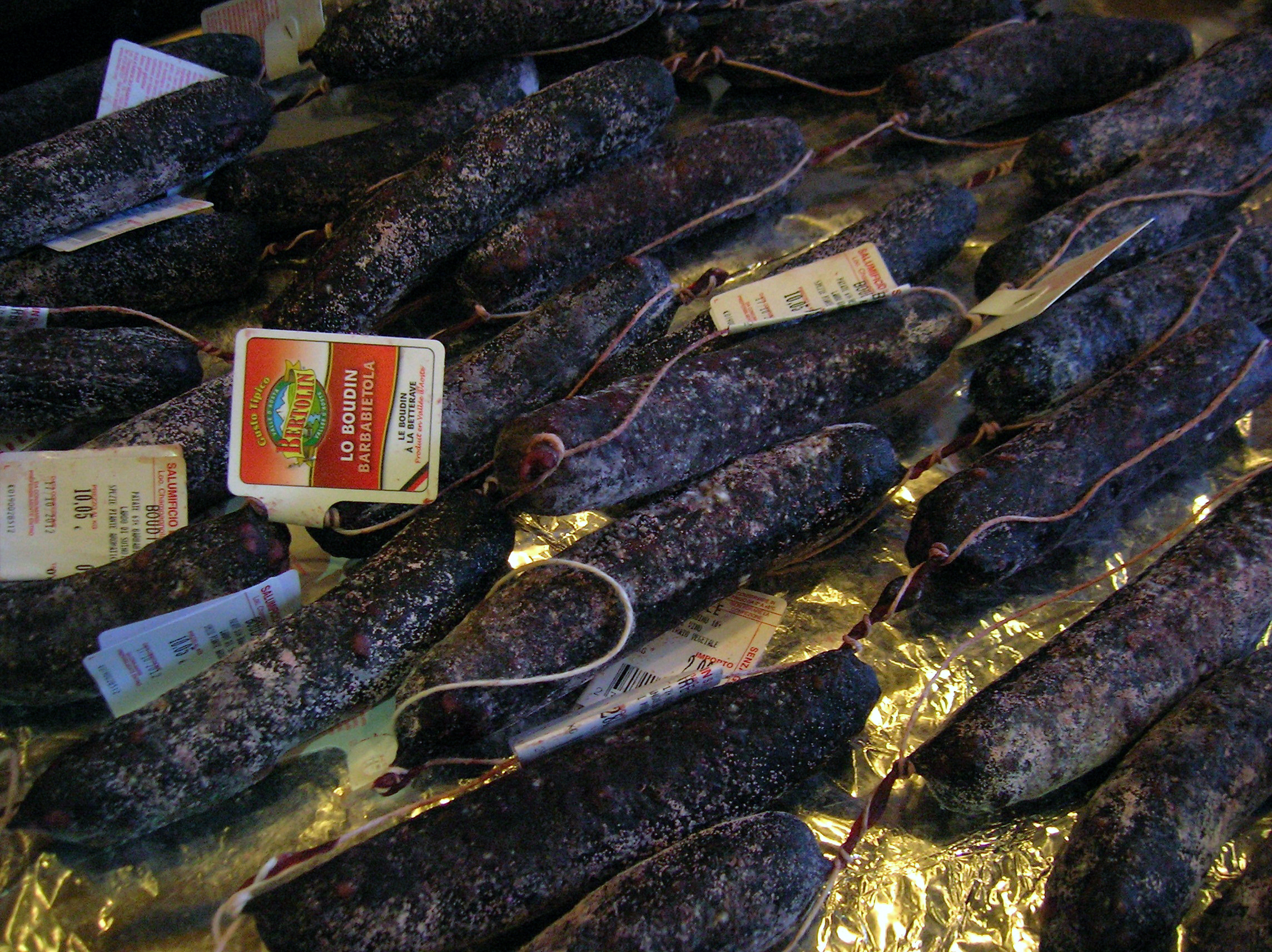